# Styphlomerinus (subgênero)
Styphlomerus (Styphlomerinus) é um subgênero de carabídeo, pertencente ao gênero Styphlomerus, com distribuição restrita à Ásia.

## Espécies
- Styphlomerus batesi Chaudoir, 1876
- Styphlomerus fusciceps (Schmidt-Gobel, 1846)
- Styphlomerus fuscicollis Landin, 1955
- Styphlomerus fuscifrons (Fairmaire, 1897)
- Styphlomerus impressifrons (Fairmaire, 1897)
- Styphlomerus korgei (Jedlicka, 1964)
- Styphlomerus opacicollis (Branicsik, 1893)
- Styphlomerus ruficeps Chaudoir, 1876
- Styphlomerus timoriensis (Jordan, 1894)